# آخرین المپ‌نشین
پرسی جکسون:آخرین المپی (به انگلیسی: The Last Olympian) جلد پنجم و آخرین جلد مجموعه پرسی جکسون و خدایان یونان اثر ریک ریوردن است توسط انتشارت دیزنی منتشر شده‌است.

## داستان
کرونوس به‌طور کامل بدن لوک را تسخیر کرده‌است و ارتش تایتان‌های خود را جمع‌آوری کرده خدایان در حال مبارزه با تایفون هستند و دورگه‌ها و وستا باید از نیویورک و ساختمان امپایر استیت محافظت کنند.مبارزه بین پرس جکسون رویین تن و لوک ادامه پیدا می‌کند و پرسی جکسون در آخرین لحظات لوک نقطه آشیل خود را پیدا کرده و خودش را می‌کشد.خدایان در جنگ پیروز می‌شوند و به نیویورک می آیند و به پرسی پیشنهاد خدا شدن می‌کنند.اما او قبول نمی‌کند.